# Mangoplah
Mangoplah är en del av en befolkad plats i Australien. Den ligger i kommunen Wagga Wagga och delstaten New South Wales, i den sydöstra delen av landet, omkring 400 kilometer sydväst om delstatshuvudstaden Sydney.
Runt Mangoplah är det glesbefolkat, med 12 invånare per kvadratkilometer.. 
Trakten runt Mangoplah består till största delen av jordbruksmark. Genomsnittlig årsnederbörd är 716 millimeter. Den regnigaste månaden är mars, med i genomsnitt 99 mm nederbörd, och den torraste är oktober, med 32 mm nederbörd.